# L'Équipe à Jojo
Singles de Joe Dassin
La Fleur aux dents
(1971) Elle était oh !
(1971)
Clip vidéo
[vidéo] « L'Équipe à Jojo (archive INA, 1977) », sur YouTube
L'Équipe à Jojo est une chanson de Joe Dassin issue de son album de 1970 Joe Dassin (La Fleur aux dents). En 1971, elle a été sortie en single.

## Développement et composition
La chanson a été écrite et composée par Claude Lemesle. Quand il l'écrit, il n'a que 25 ans. Il en a conservé une tendresse particulière.

« Je l'ai écrite très jeune, à 25 ans. J'ai signé les paroles et la musique. Elle me ressemble vraiment. Je voulais l'appeler La bande à Jojo, mais comme Joe avait déjà fait La bande à Bonnot, il y avait trop de similitudes entre les deux titres. Quarante-sept ans après elle tient le coup, je l'aime toujours. Elle signe la philosophie de l'époque 1960-1970 mais je ne m'en rendais pas compte. Elle rejoignait une chanson que j'adore de Pierre Delanoë : Soirée de prince. La mienne est plus festive, elle signe un autre air du temps. »

## Performance commerciale
Contrairement à l'album Joe Dassin (La Fleur aux dents), le single L'Équipe à Jojo ne s'est pas bien vendu.

### Classement hebdomadaire
| Classement (1971)                       | Meilleure place |
| --------------------------------------- | --------------- |
| Belgique (Wallonie Ultratop 50 Singles) | 27              |
| France (CIDD)                           | 33              |

## Liste des pistes
Single 7" 45 tours CBS 7151 (1971)
A. L'équipe à Jojo (3:08)
B. Le Portugais (2:40),

## Reprises
La chanson a été reprise par Les Objets sur un album de compilation intitulé L'équipe à JoJo — Les Chansons de Joe Dassin par... (1993).